# Oxydia extranea
Oxydia extranea är en fjärilsart som beskrevs av William Schaus 1911. Oxydia extranea ingår i släktet Oxydia och familjen mätare. Inga underarter finns listade i Catalogue of Life.